# 門野幾之進

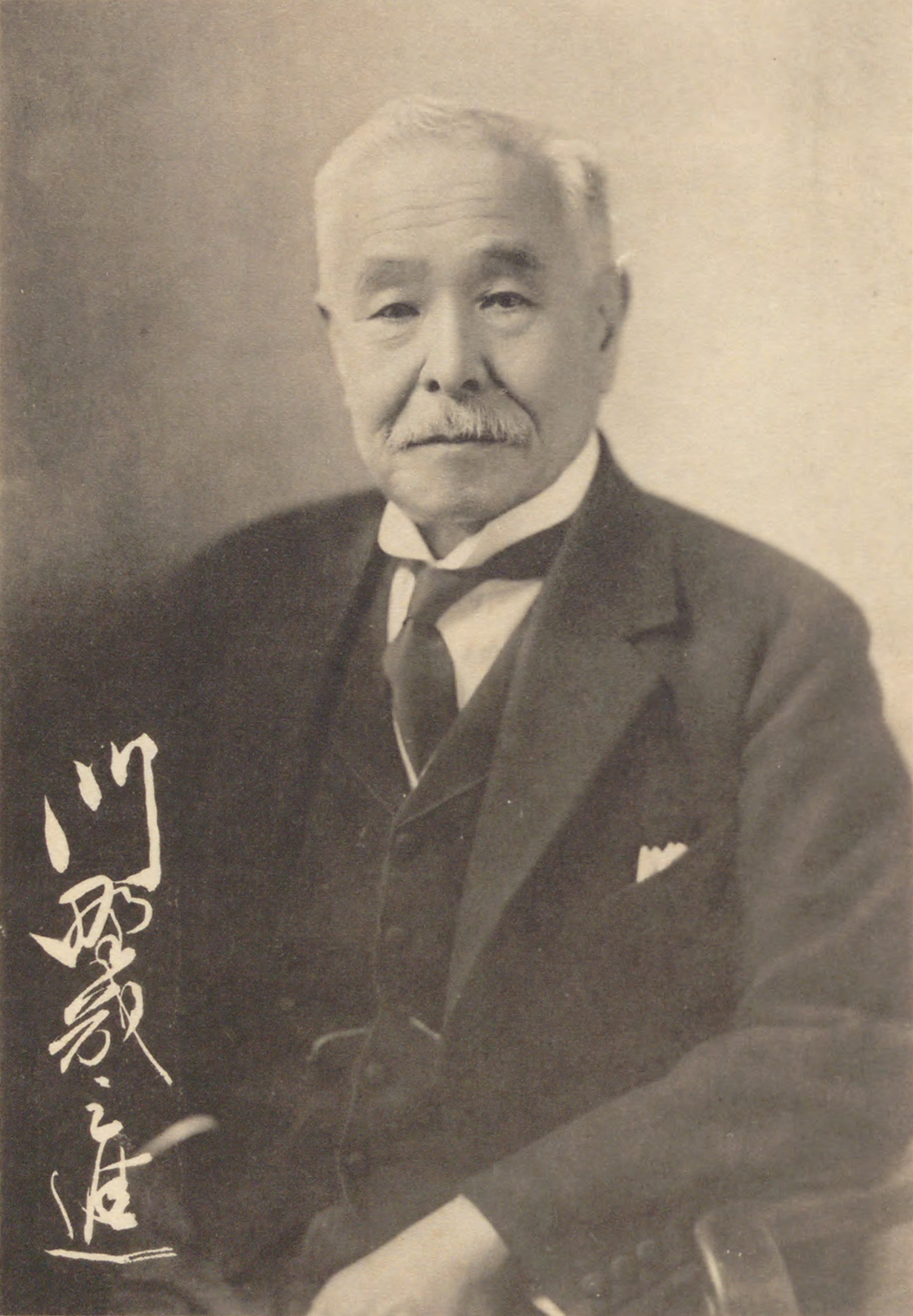
門野幾之進

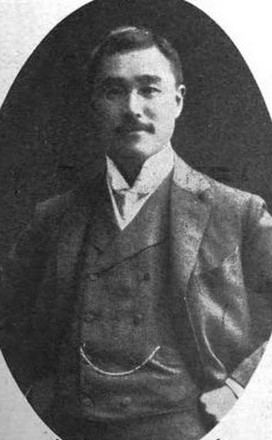
弟の門野重九郎。ペンシルバニア鉄道、山陽鉄道、大倉組ロンドン支店長から取締役。

門野 幾之進（かどの いくのしん、1856年4月18日（安政3年3月14日） - 1938年（昭和13年）11月18日）は、日本の実業家で千代田生命保険、日本徴兵保険初代社長。貴族院勅選議員。勲四等。号は靄渓。

## 経歴
志摩鳥羽藩士・門野豊右衛門の長子。実弟に大倉組副頭取の門野重九郎がいる。1869年（明治2年）4月、鳥羽藩貢進生として上京し、慶應義塾に入学。同門に中上川彦次郎や後藤牧太がいた。1871年（明治4年）には教員となる。1876年（明治9年）から1879年（明治12年）まで共慣義塾や三菱商業学校、土佐の立志学舎でも教鞭をとる。
1893年（明治26年）自由党の候補者として打って出る。1904年（明治37年）に阿部泰蔵らと共に千代田生命保険を創立。
慶應義塾では理事委員、教頭、評議員、副社頭（1901年10月～1907年5月）となり、千代田生命保険社長、豊国銀行監査役、時事新報会長、交詢社会長のほか、日本無線電信設立委員、国際観光委員会、臨時ローマ字調査会委員等となる。
1911年には日本徴兵保険を創設し社長を兼任。
1932年（昭和7年）3月15日、貴族院議員に勅選された。
墓所は青山霊園(1イ9-18)。